# Escudo de Quebec
El escudo de armas de Quebec (del francés: Armoiries du Quebec) fue asignado mediante decreto real de la reina Victoria el 26 de mayo de 1868 y fue modificado por el gobierno de Quebec el 9 de diciembre de 1939.
El escudo está dividido en 3 campos horizontales. El campo superior muestra tres flores de lis doradas en un fondo azul, simbolizando la Francia real. El campo del medio muestra un león celador pasante en un fondo rojo, símbolo de la realeza británica. El campo inferior muestra tres hojas de arce en un fondo dorado, simbolizando a Canadá.
Sobre el escudo hay una corona real y bajo él hay un pergamino plateado con el lema provincial "Je me souviens" (Me acuerdo).

## Bibliografía

Primer Escudo de Armas de Quebec
(1868–1939)